# Сукина
Сукина (устар. Соватеевка) — река в России, протекает по Алпаевскому району и Туринскому городскому округу Свердловской области. Длина реки составляет 18 км.
Начинается среди сосново-елово-берёзового леса восточнее заброшенной деревни Квартал № 105. Течёт в северо-восточном направлении через лес. В низовьях протекает через озеро Бобровое. Устье реки находится в 592 км по правому берегу реки Тура.
Есть левый приток Саватеевка.

## Данные водного реестра
По данным государственного водного реестра России относится к Иртышскому бассейновому округу, водохозяйственный участок реки — Тура от впадения реки Тагил и до устья, без рек Тагил, Ница и Пышма, речной подбассейн реки — Тобол. Речной бассейн реки — Иртыш.
Код объекта в государственном водном реестре — 14010502312111200006008.